# Commission scolaire crie
La Commission scolaire crie (en anglais : Cree School Board, en cri : ᐄᔨᔨᐤ ᒋᔅᑯᑎᒫᒑᐧᐃᓐ) est une commission scolaire québécoise chargée d'offrir des services éducatifs de niveau primaire, secondaire et pour adultes aux citoyens résidant en Eeyou Istchee, soit les communautés cries du Nord-du-Québec, au Québec.
La commission scolaire dispense des cours en français, en anglais et en cri. Elle a été créée en 1978 et constitue une commission scolaire à statut particulier, tout comme sa voisine du nord, la Commission scolaire Kativik.

## Établissements
La Commission scolaire crie compte au total 14 écoles primaires et secondaires.
- École Waapinichikush (Chisasibi)
- École secondaire James Bay Eeyou (Chisasibi)
- École Wabannutao Eeyou (Eastmain)
- École Voyageur Memorial (Mistissini)
- École secondaire Voyageur Memorial (Mistissini)
- École Luke Mettaweskum (Nemaska)
- École Waapihtiwewan (Oujé-Bougoumou)
- École Annie Whiskeychan Memorial (Waskaganish)
- École Wiinibekuu (Waskaganish)
- École Rainbow (Waswanipi)
- École Willie J. Happyjack Memorial (Waswanipi)
- École Joy Ottereyes Rainbow Memorial (Wemindji)
- École Maquatua Eeyou (Wemindji)
- École Badabin Eeyou (Whapmagoostui (Nunavik))

## Galerie

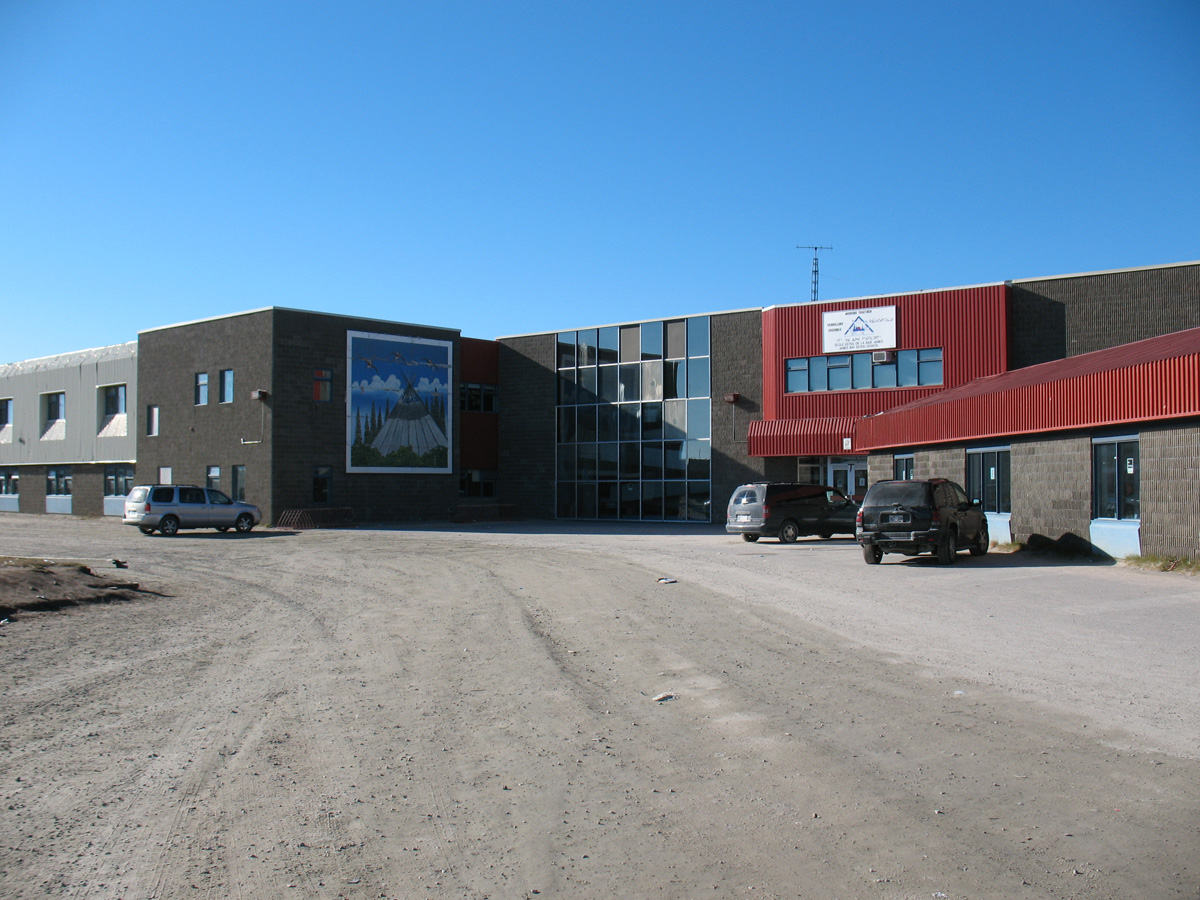
École secondaire James Bay Eeyou de Chisasibi.
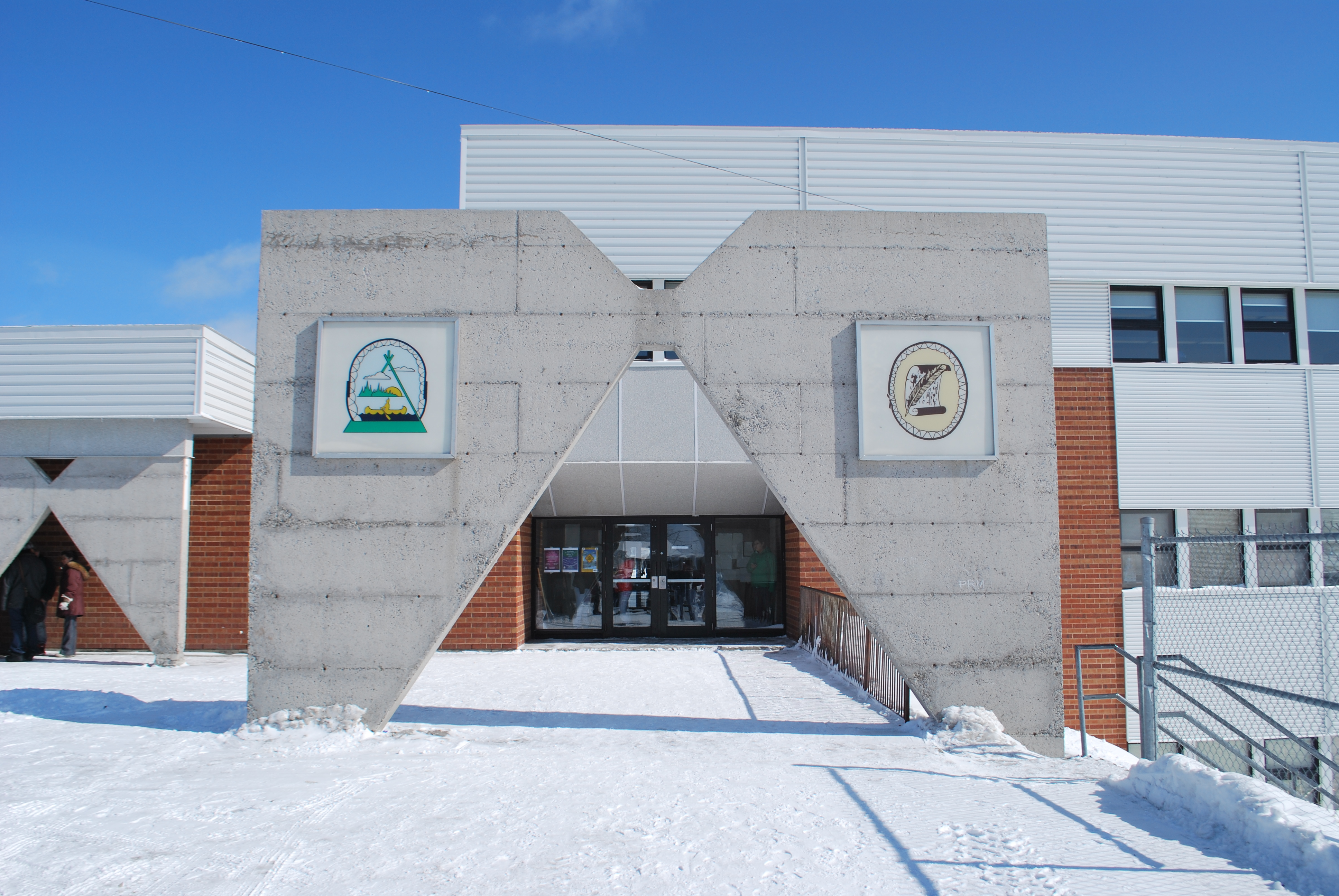
École secondaire Voyageur Memorial de Mistissini.